# Plagiogyria × neointermedia
Plagiogyria × neointermedia là một loài dương xỉ trong họ Plagiogyriaceae. Loài này được Nakaike mô tả khoa học đầu tiên năm 1971.
Danh pháp khoa học của loài này chưa được làm sáng tỏ. 